# Sutton (Virginia Occidental)
Sutton es un pueblo ubicado en el condado de Braxton en el estado estadounidense de Virginia Occidental. En el Censo de 2010 tenía una población de 994 habitantes y una densidad poblacional de 466,89 personas por km².

## Geografía
Sutton se encuentra ubicado en las coordenadas 38°40′4″N 80°42′48″O / 38.66778, -80.71333. Según la Oficina del Censo de los Estados Unidos, Sutton tiene una superficie total de 2.13 km², de la cual 2.01 km² corresponden a tierra firme y (5.47%) 0.12 km² es agua.

## Demografía
Según el censo de 2010, había 994 personas residiendo en Sutton. La densidad de población era de 466,89 hab./km². De los 994 habitantes, Sutton estaba compuesto por el 97.89% blancos, el 0.7% eran afroamericanos, el 0.3% eran amerindios, el 0.2% eran asiáticos, el 0% eran isleños del Pacífico, el 0.3% eran de otras razas y el 0.6% pertenecían a dos o más razas. Del total de la población el 0.7% eran hispanos o latinos de cualquier raza.